# Perdition City
Perdition City: Music to an Interior Film es el quinto álbum de estudio de la banda noruega Ulver, editado en el año 2000.
Al igual que su anterior trabajo, Themes from William Blake's The Marriage of Heaven and Hell, este disco contiene un alto grado de experimentación y eclecticismo, combinando elementos de trip hop, jazz y música experimental.

## Lista de canciones
1. «Lost in Moments» – 7:16
2. «Porn Piece or The Scars of Cold Kisses» – 7:09
  - 2.1 Piece One - 3:58
  - 2.2 Piece Two - 3:11
3. «Hallways of Always» – 6:35
4. «Tomorrow Never Knows» – 7:59
5. «The Future Sound of Music» – 6:39
6. «We Are the Dead» – 3:40
7. «Dead City Centres» – 7:10
8. «Catalept» – 2:05
9. «Nowhere/Catastrophe» – 4:48

"Catalept" es un remix de "Prelude", de la película Psicosis de 1960.

## Personal
- Håvard Jørgensen - guitarra eléctrica
- Bård Eithun - Roland V-drums en "The Future Sound of Music"
- Ivar H. Johansen - batería en "Nowhere/Catastrophe"
- Kåre J. Pedersen - batería en "Porn Piece or the Scars of Cold Kisses"
- Rolf Erik Nystrøm - saxo en "Lost in Moments" and "Dead City Centres"
- Øystein Moe - bajo en "Lost in Moments"